# Dempsey Hendrickx
Dempsey Hendrickx (Ekeren, 22 juli 1987) is een Belgisch mediafiguur, entertainer, auteur en acteur.

## Biografie
Hendrickx studeerde aan de Artesis Hogeschool Antwerpen. Al vanaf zeer jonge leeftijd stond hij op de planken in verschillende amateur-toneelstukken. Hij verloor zijn hart reeds snel aan de humor en het improvisatietheater. Hendrickx maakt vast deel uit van het improvisatietheater De Kevins. Bij het grote publiek werd Hendrickx bekend als een van de hoofdrolspelers in het kinderprogramma Helden. Op het grote doek was hij ook te zien in de verschillende Helden-films.
In 2019 presenteerde Hendrickx de vaste rubriek Pagina niet gevonden in het Vlaamse televisieprogramma Iedereen beroemd. Ook in 2019 kroop Hendrickx in de huid van Vince Willems in de populaire VTM-reeks Echte Verhalen: De Buurtpolitie.
In 2020 raakte bekend dat Dempsey Hendrickx zijn come-back zal maken in het succes-programma Helden. Ook kroop hij dat jaar in de rol van Roel in de VTM GO serie Instafamous.
Hendrickx schreef in 2021 zijn eerst boek op: "Woordwoeler" (Pelckmans, 2021). Eind 2023 bracht hij opnieuw een boek uit, het kinderboek "Vuilwassenen: het geheim van de Witwaswezens" (Pelckmans, 2023).

## Televisie
- Helden (2012-heden)
- Helden van de race (2016)
- Iedereen Beroemd (2019-2020) - als zichzelf
- Echte Verhalen: De Buurtpolitie. (2019-2020) - als Vince Willems
- Instafamous (2020) - als Roel
- Storm Lara (2021) - Agent Politie Brussel (Aflevering 4)
- Echte Verhalen: De Buurtpolitie VIPS (2022) - als Vince Willems

## Film
- Helden van de Zee (2016) - als zichzelf
- Helden Boven Alles (2017) - als zichzelf
- De Buurtpolitie: De Perfecte Overval (2022) - als Vince Willemens

## Theater
- Verse Onzinsels bij de Belgische Improvisatie Liga[1]

## Prijzen
- Gouden K voor Ketnet-programma van het jaar 2014 met Helden op Het gala van de gouden K's 2014.
- Ensor Beste Jeugdfilm voor Helden van de Zee tijdens de Ensors 2016.
- Gouden K voor Film van het jaar 2016 met Helden van de zee op Het gala van de gouden K's 2016.

- MusicBrainz: 22a80621-1221-4aa1-9c9a-8e8d52f7dda8